# Nossa História (box set de Sandy & Junior)
Nossa História é um box set da dupla de música pop brasileira Sandy & Junior, lançado em 26 de junho de 2019, pela gravadora Universal Music. O box incluí 12 álbuns de estúdio e quatro álbuns de shows ao vivo, totalizando 239 faixas em 16 CDs, que foram lançados entre 1991 e 2007. Apenas um lançamento oficial não foi incluído, o álbum  Todas as Estações: Remixes. O lançamento foi especialmente significativo pois coincidiu com a celebração dos 30 anos de carreira dos irmãos na indústria fonográfica, marcada pela turnê Nossa História, que percorreu várias capitais brasileiras. 
Após seu lançamento, o box set enfrentou críticas devido a diversos problemas de qualidade. A resposta da gravadora foi limitada, resultando na criação de um abaixo-assinado pelos fãs para solicitar correções. Apesar dos problemas, o projeto obteve sucesso de vendas, com a tiragem inicial esgotada rapidamente e uma reposição igualmente bem-sucedida.

## Contexto
O lançamento foi propício para o retorno dos irmãos que naquela época estavam completando 30 anos de carreira na indústria fonográfica. Para celebrá-los fariam shows por várias capitais brasileiras com a turnê Nossa História. Nessa época fazia 12 anos que a dupla havia se separado, seu último álbum a ser lançado foi o Acústico MTV, de 2007. Em entrevistas afirmaram que não estavam retornando com a dupla, apenas marcaram os shows como forma de comemorar a data.

## Lançamento e conteúdo
O box set foi lançado concomitante a loja online da gravadora Universal, e apareceu na primeira posição como o produto mais vendido logo na semana de inauguração, mesmo com o preço considerado alto por alguns fãs (R$249,90).
Os álbuns que compõem a box são: Aniversário do Tatu (1991), Sábado à Noite (1992), Tô Ligado em Você (1993), Pra Dançar com Você (1994), Você é D+ (1995), Dig-Dig-Joy (1996), Sonho Azul (1997), Era Uma Vez... Ao Vivo (1998), As Quatro Estações (1999), Quatro Estações: O Show (2000), Sandy & Junior (2001), Internacional (2002), Ao Vivo no Maracanã (2002), Identidade (2003), Sandy & Junior (2006) e Acústico MTV (2007).
A caixa reunindo os CDs contém um código QR, após baixar um aplicativo referente ao produto e escanear o código, a pessoa poderá ouvir uma playlist com os clássicos da carreira dos irmãos.

## Controvérsias e reclamações
Após começarem a receber a caixa, alguns fãs começaram a apontar uma série de problemas referentes a qualidade do produto, que incluíam: erros ortográficos, impressões de péssima qualidade, capas cortadas erroneamente, baixa gramatura do papel utilizado nos encartes e exclusão de letras de músicas.
Além desses problemas, a caixa não incluiu o álbum Todas as Estações: Remixes, lançado no ano 2000, que na sua época vendeu um milhão de cópias, e a embalagem do CD Você é D+ era diferente da lançada em 1995, cuja capa de acrílico era amarela e não transparente.
Indignados, os compradores postaram fotos e fizeram críticas nas redes sociais. Em comunicado, a gravadora comprometeu-se em reenviar um novo encarte do CD Sonho Azul. A Universal Music, no entanto, não se pronunciou sobre a má qualidade dos outros 15 CDs do box, o que levou os fãs a criarem um abaixo-assinado no site Change.org. Não houve novas modificações nas tiragens seguintes, mesmo após as reclamações dos fãs.

## Recepção comercial
Até o dia 25 de junho, enquanto ainda estava em pré-venda, mais de 660 unidades foram pedidas, da sua tiragem inicial de mil cópias. Com o sucesso de vendas a gravadora repôs o estoque e venderam toda a segunda tiragem de três mil cópias. Com o sucesso de vendas a gravadora repôs o estoque e venderam toda a segunda tiragem de três mil cópias. No total, o álbum teve 12 tiragens, que juntas somam 12 mil cópias vendidas.

## Lista de álbuns incluídos
Créditos e informações adaptadas dos encartes dos CDs presentes no box set Nossa História.
| Volume | Ano  | Álbum                   | Detalhes                                                                      |
| ------ | ---- | ----------------------- | ----------------------------------------------------------------------------- |
| 01     | 1991 | Aniversário do Tatu     |                                                                               |
| 02     | 1992 | Sábado à Noite          |                                                                               |
| 03     | 1993 | Tô Ligado em Você       |                                                                               |
| 04     | 1994 | Pra Dançar com Você     |                                                                               |
| 05     | 1995 | Você é D+               | Não vem com a capa de acrílico amarela como na versão original de 1995.       |
| 06     | 1996 | Dig-Dig-Joy             |                                                                               |
| 07     | 1997 | Sonho Azul              | A versão incluída é a da tiragem de 1998, com "Era Uma Vez" como faixa bônus. |
| 08     | 1998 | Era Uma Vez... Ao Vivo  |                                                                               |
| 09     | 1999 | As Quatro Estações      |                                                                               |
| 10     | 2000 | Quatro Estações: O Show |                                                                               |
| 11     | 2001 | Sandy & Junior          |                                                                               |
| 12     | 2002 | Internacional           | Não incluí a faixa interativa presente na primeira edição.                    |
| 13     | 2002 | Ao Vivo no Maracanã     | Não inclui a luva contida no lançamento original, de 2002.                    |
| 14     | 2003 | Identidade              |                                                                               |
| 15     | 2006 | Sandy & Junior          | A versão incluída é a simples e não a CD+DVD lançada no mesmo ano.            |
| 16     | 2007 | Acústico MTV            |                                                                               |